# Marek Leśniewski
Marek Leśniewski, né le 24 avril 1963 à Bydgoszcz, est un coureur cycliste polonais. Il a notamment remporté le Tour de Pologne en 1985, a été champion de Pologne sur route en 1991 et 1993 et médaillé d'argent du contre-la-montre par équipes aux Jeux olympiques de 1988 et aux championnats du monde de cyclisme sur route 1989. Il a été coureur professionnel de 1994 à 1997 dans l'équipe française Aubervilliers 93-Peugeot, devenue ensuite BigMat-Auber 93.

## Palmarès
- 1983
  - 4e étape du Sealink International Grand Prix
  - Dookoła Mazowsza
  - 2e du championnat de Pologne du contre-la-montre en duo (avec Zbigniew Ludwiniak)
- 1984
  - Prologue de la Milk Race
  - Prologue et 9e étape du Tour de Pologne
- 1985
  - Tour de Pologne :
    - Classement général
    - 2e et 8e étapes

  - 3e du championnat de Pologne de poursuite par équipes
- 1986
  - 6e étape de la Milk Race
  - 2e et 3e étapes du Dookoła Mazowsza
- 1987
  - Tour de l'Essonne
  - 2e étape du Tour de Pologne (contre-la-montre par équipes)
  - 2e du Tour de Pologne
- 1988
  - 4eb étape de l'Olympia's Tour (contre-la-montre)
  -  Médaillé d'argent du contre-la-montre par équipes des Jeux olympiques
  - 3e du Ruban granitier breton
- 1989
  -  Médaillé d'argent du championnat du monde du contre-la-montre par équipes
- 1990
  - 2e du Circuit de l'Aisne
  - 2e du Grand Prix de Blangy-sur-Bresle
- 1991
  -  Champion de Pologne sur route
  -  Champion de Pologne du contre-la-montre
  - Tour du Cambrésis
  - 3e des Boucles de la CSGV
- 1992
  - Souvenir Louison-Bobet
  - 2e du Grand Prix de Saint-Étienne Loire
  - 2e du Chrono des Herbiers
  - 3e du Grand Prix de La Londe-les-Maures
  - 3e de la Course de la Solidarité olympique
- 1993
  -  Champion de Pologne sur route
  - 6e étape du Circuit des plages vendéennes
  - Paris-Roubaix amateurs
  - 10e étape du Tour de Pologne (contre-la-montre)
  - 2e du Tour de Pologne
  - 2e du Grand Prix des Nations amateurs
  - 3e de Paris-Troyes
  - 6e du championnat du monde sur route amateurs
- 1995
  - 4e étape du Tour du Poitou-Charentes
  - 2e du Chrono des Herbiers
- 1996
  - 2e du championnat de Pologne sur route
  - 3e du Duo normand (avec Pascal Lance)
- 1997
  - 7e étape de la Course de la Solidarité olympique
  - 3e du Duo normand (avec Pascal Lance)
- 1998
  - 1re étape du Tour de Seine-et-Marne
  - Paris-Vierzon
  - 2e de la Nocturne de Bar-sur-Aube
  - 2e du Grand Prix de Monpazier
  - 2e de Rouen-Gisors
  - 2e du Trio normand
  - 3e du Grand Prix de France
- 1999
  - 4e étape du Ruban granitier breton
  - Nocturne de Bar-sur-Aube
  - Grand Prix de Monpazier
  - Grand Prix de Miramont-de-Guyenne
  - Paris-Connerré
  - 2e de Paris-Laon
  - 2e du Grand Prix de Fougères
  - 2e des Trois Jours de Cherbourg
  - 2e de Paris-Vierzon
  - 2e du Prix des Vins Nouveaux
  - 3e du Circuit des Remparts
  - 3e du Grand Prix de Blangy-sur-Bresle
- 2000
  - Tour du Canton de Saint-Ciers
  - Circuit Berrichon :
    - Classement général
    - 3e étape

  - Grand Prix de Montamisé
  - 3e étape du Tour de la Creuse
  - Nocturne de Bar-sur-Aube
  - Grand Prix de Miramont-de-Guyenne
  - 1re étape du Tour de Seine-et-Marne (contre-la-montre)
  - 2e de La Pyrénéenne
  - 3e du Tour de la Creuse
- 2001
  - 2e étape du Tour du Canton de Saint-Ciers
  - Trois Jours de Cherbourg :
    - Classement général
    - 3e étape (contre-la-montre)

  - Grand Prix de Dourges
  - Grand Prix de Monpazier
  - Nocturne de Bar-sur-Aube
  - Paris-Vierzon
  - 2e étape du Tour de Seine-et-Marne
  - 2e du Tour de Seine-et-Marne
  - 2e du Tour du Canton de Saint-Ciers
  - 2e du Prix des Vins Nouveaux

## Résultats sur les grands tours

### Tour de France
1 participation
- 1996 : hors-délais (14e étape)